# Maestro dei Santi Cosma e Damiano

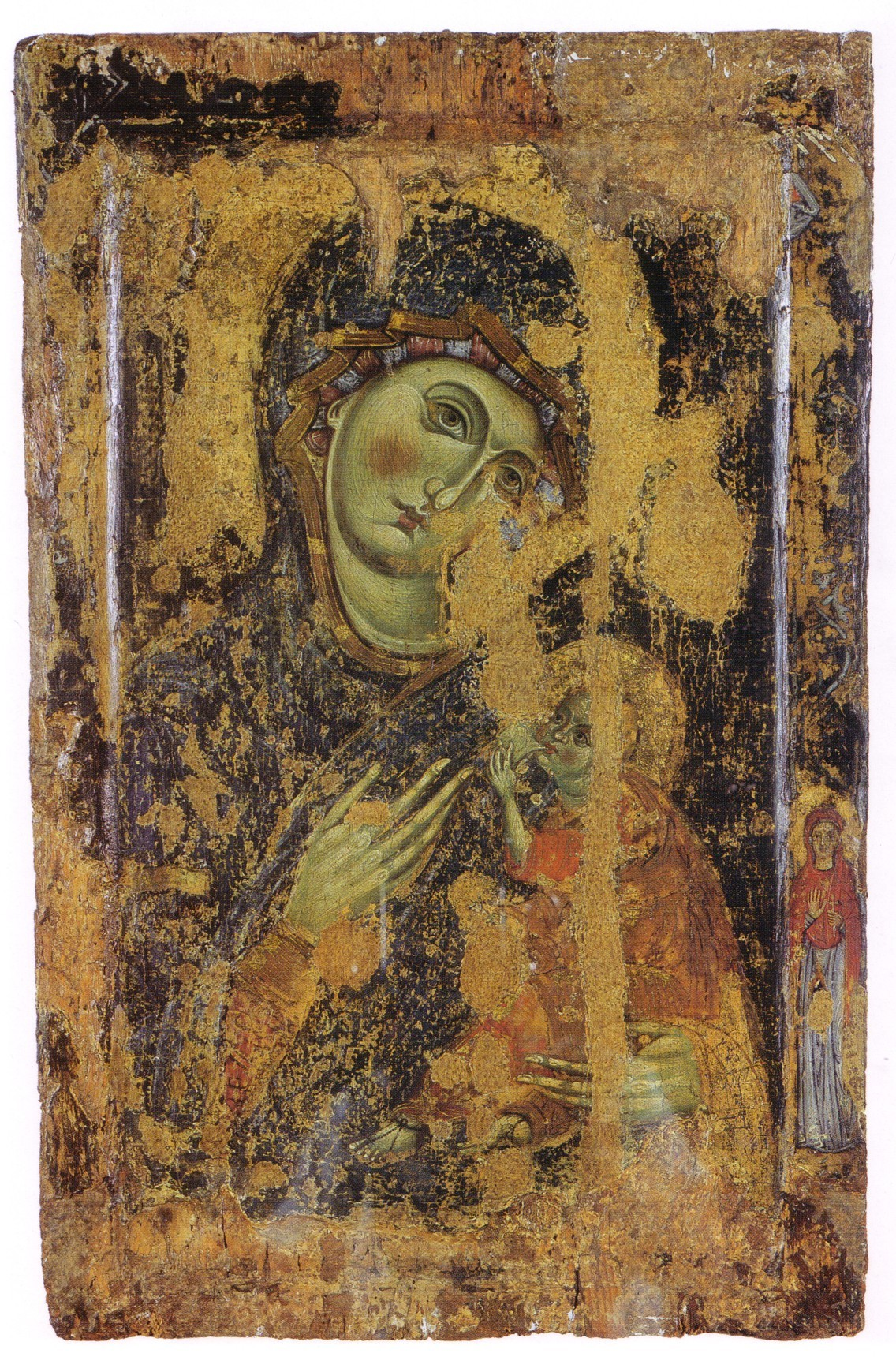
Madonna col Bambino, Pisa, chiesa dei Santi Cosma e Damiano

Il Maestro dei Santi Cosma e Damiano o Maestro della Madonna dei Santi Cosma e Damiano (fl. XIII secolo) è stato un pittore italiano di scuola pisana, attivo tra il 1240 e il 1270, la cui pittura si rifaceva a quella di Giunta Pisano.

## Biografia
Fu Garrison, nel 1949, a definirlo con questo nome, per via del dipinto Vergine e Bambino conservato nella chiesa dei Santi Cosma e Damiano a Pisa.
Le opere a lui attribuite sono nello stile delle prime opere di Giunta Pisano, come quelle di Maestro di San Martino/Ugolino di Tedice e Cimabue - certamente i più illustri allievi di Giunta - stile che rimarrà sempre visibile, quasi grezzo - al punto che potremmo pensare a una firma della bottega.
La sua presenza a Siena (cf. Madonna Mantellini) testimonia sia la radiazione della pittura pisana, che lo spostamento dell'egemonia economica e culturale da Pisa a Siena e Firenze.
Questa presenza a Siena e le evidenti similitudini stilistiche hanno portato Bellosi, nel 1998, ad identificarlo con Gilio di Pietro, pittore documentato a Siena dal 1249 al 1261, anche questa identificazione non è condivisa da tutti gli storici dell'arte.

## Studio
Nel 1949, Garrison, sulla base di forti somiglianze stilistiche (tra le altre un naso caratterizzato da una narice separata dalla cresta nasale, la punta a forma di cucchiaio che è anche fortemente segnata nella parte superiore del naso, la macchia rossa delle guance, digradante in tratti radianti, un sopracciglio marcato e quasi geometrico, i due filamenti bianchi sul lato dell'occhio che scendono in una curva parallela dopo aver sollevato la rotondità dello zigomo e infine la pupilla circondata da cerchi concentrici bianchi differenziati)) con le cinque madonne giuntesche seguenti:

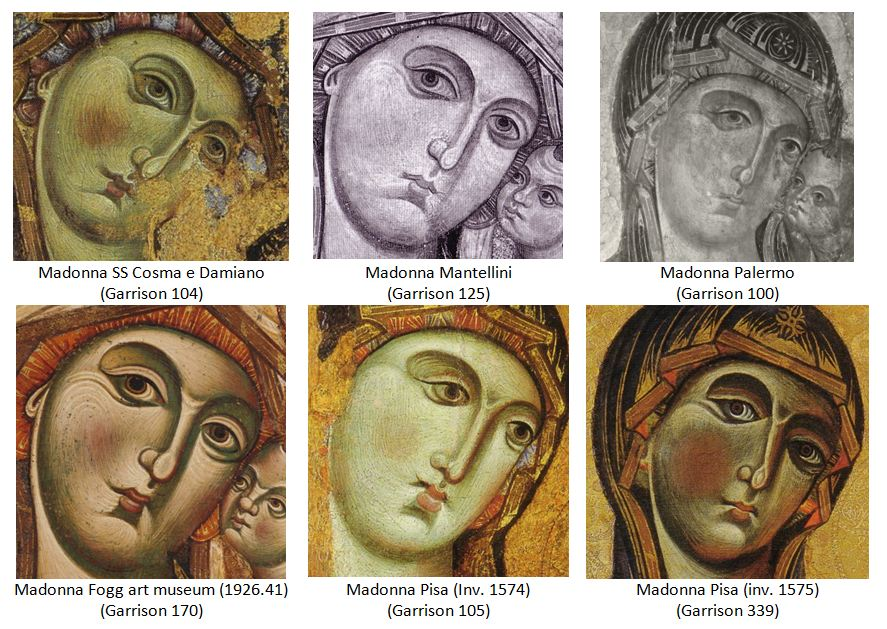
Maestro dei Santi Cosma e Damiano le cinque madonne raggruppate da Garrison e quella del n. 339

1. la Madonna del Latte, proveniente dalla chiesa dei Santi Cosma e Damiano a Pisa (Garrison n. 104)
2. la Madonna di San Niccolò del Carmine[8] Siena, detta Madonna dei Mantellini (Garrison n. 125)
3. la Madonna attualmente alla pinacoteca di Palermo (Garrison n. 100)
4. la Vergine della tenerezza (Panaghia) al Fogg Art Museum (1926.41) di Cambridge (Garrison n. 170)
5. la Madonna (Odigitria) al Museo Civico di Pisa (n. 13, oggi inv. 1574) (Garrison n. 105)

Garrison ha inoltre indicato che questo gruppo potrebbe darci un'idea di come potrebbe essere stato trattato questo tema da parte di Giunta Pisano (la "Madonna col Bambino") - oggi, non conosciamo con precisione il maestro.
Carli nel 1958 non scartò la relazione tra la Madonna dei Santi Cosma e Damiano e la Madonna Mantellini, accennando alla forte similitudine con quella del Fogg art museum ed una terza, la Madonna n. 8 (oggi inv. 1575) del museo civico di Pisa, che Garrison, sotto il n. 339, aveva chiaramente dissociato dalle altre cinque.
In seguito, Marques confermò la pertinenza del raggruppamento, completando il gruppo delle sei madonne (le cinque di Garrison e la madonna n. 8 identificata da Carli) con una settima della collezione Acton (Garrison n. 83), aggiungendo se "congetturare se si tratta di una questione di una mano o dell'attività più probabile di un allievo che operava verso il terzo quarto del secolo". Nel 2008, Angelilli riprese questo argomento sostenendo che "I vari numeri del catalogo del Maestro dei Santi Cosma e Damiano mostrano una notevole differenza tra la loro forma e la loro qualità, al punto da farci pensare che dietro questo nome unico si possa nascondere, non la mano di un singolo artista, ma la produzione di una bottega eterogenea, i cui membri potevano e sapevano utilizzare vari espedienti iconografici e formali per garantire la coerenza della produzione".
Nel 1990, Tartuferi dimostrò in maniera convincente che la Madonnadei Santi Cosma e Damiano e la Madonna (n. 8 / inv. 1575 / Garrison n. 339) di Pisa erano da attribuirsi alla stessa mano.

## Datazione
La datazione inizialmente proposta da Garrison - 1260 - 1285 - è stata unanimemente anticipata al 1240-1270 - a causa del forte marchio "giuntesco" e dell'uso dei processi (i cerchi concentrici bianchi della sclera, gli scatti di strigili irradianti) realizzati goffamente dall maestro dei Santi Cosma e Damiano mentre in modo particolarmente sottile e vellutato dal Maestro di San Martino o Cimabue. Anche la Madonna (inv. 1574) di Pisa offre uno stile a metà strada tra quello del nostro maestro e quello del Maestro di San Martino.

## Identificazione a Gilio di Pietro proposta da Bellosi

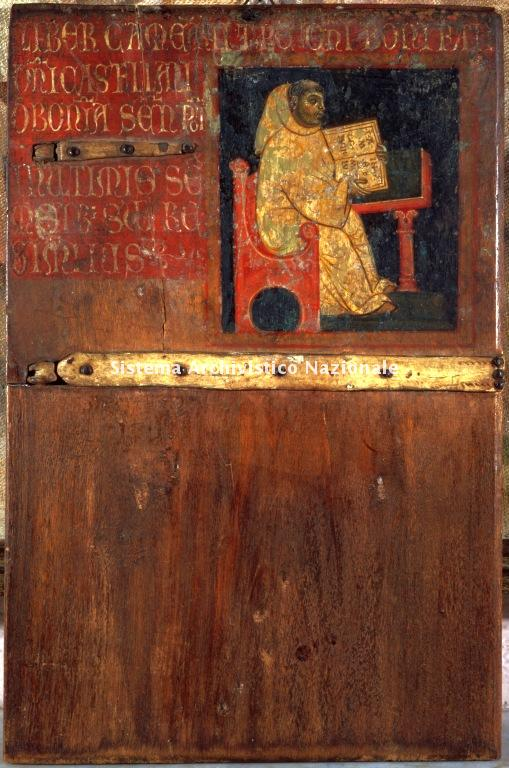
Gilio di Pietro, tavoletta di Biccherna (1258)
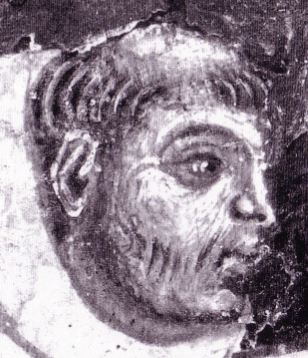
Tavoletta di Biccherna (1258), dettaglio del viso di frate Ugo

Gilio di Pietro è documentata a Siena dal 1247 al 1261, data della sua morte, noto soprattutto come autore della più antica tavoletta di Biccherna a noi pervenuta, quella del 1258, rappresentante frate Ugo. Bellosi studiando in modo dettagliato il volto confrontato in particolare con la Madonna Mantellini, ha notato le caratteristiche dello stile del Maestro dei Santi Cosma e Damiano.

## Opere attribuite
- Madonna col Bambino (1260/1270), tempera su pannello, 75 x 49 cm., Pisa, chiesa dei Santi Cosma e Damiano nota anche come Madonna del Patrocinio[16][17]
- la Madonna dei Mantellini (v. 1260/1270), tempera su pannello, 78 x 49 cm., Siena, chiesa San Niccolò del Carmine[18]
- Vergine e Bambino, (v. 1260/1270), tempera su pannello, 107 x 59 cm., Palermo, Galleria regionale della Sicilia[19]
- Madonna col Bambino, (v. 1260/1270), tempera su pannello, 64 x 44 cm., Cambridge, Fogg Art Museum (n. 1926.41)[20]
- Madonna col Bambino con due angeli (v.1260), tempera su pannello, 87,6 x 50,2 cm., Pisa, Museo nazionale di San Matteo (inv. 1574; già n. 13)[14][21]
- Madonna col Bambino con due angeli (v.1260), tempera su pannello, 85,4 x 56 cm., Pisa, Museo nazionale di San Matteo (inv. 1575; già n. 8)[22] · [11]

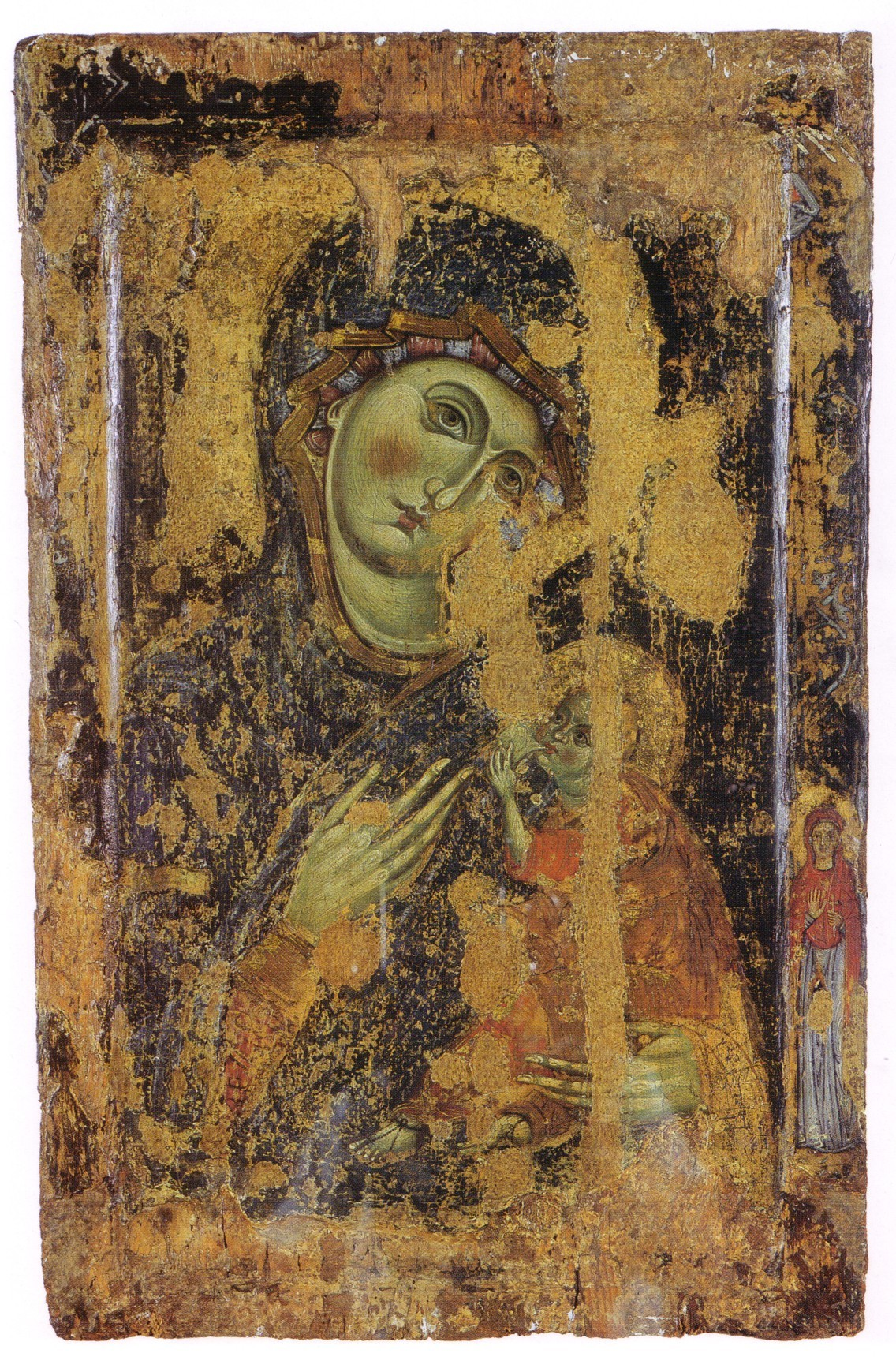
Madonna dei Santi Cosma e Damiano, Pisa
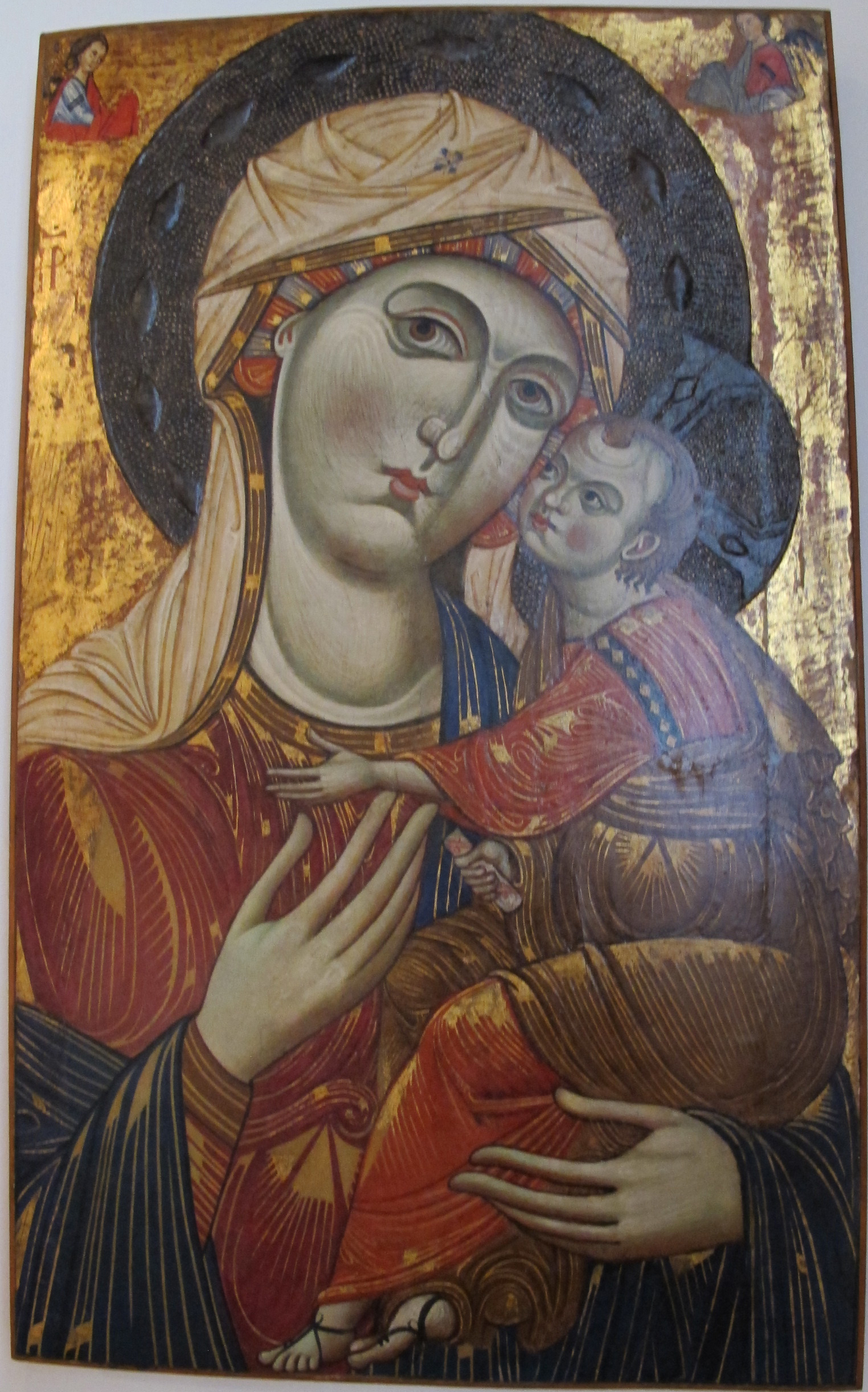
Madonna dei Mantellini, Siena, San Niccolò del Carmine
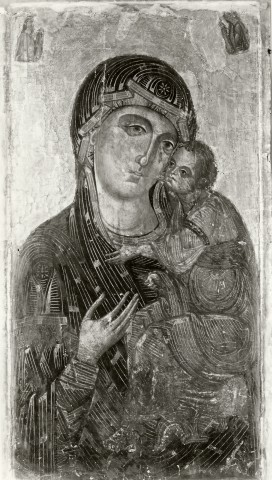
Madonna di Palermo, Galleria Regionale della Sicilia
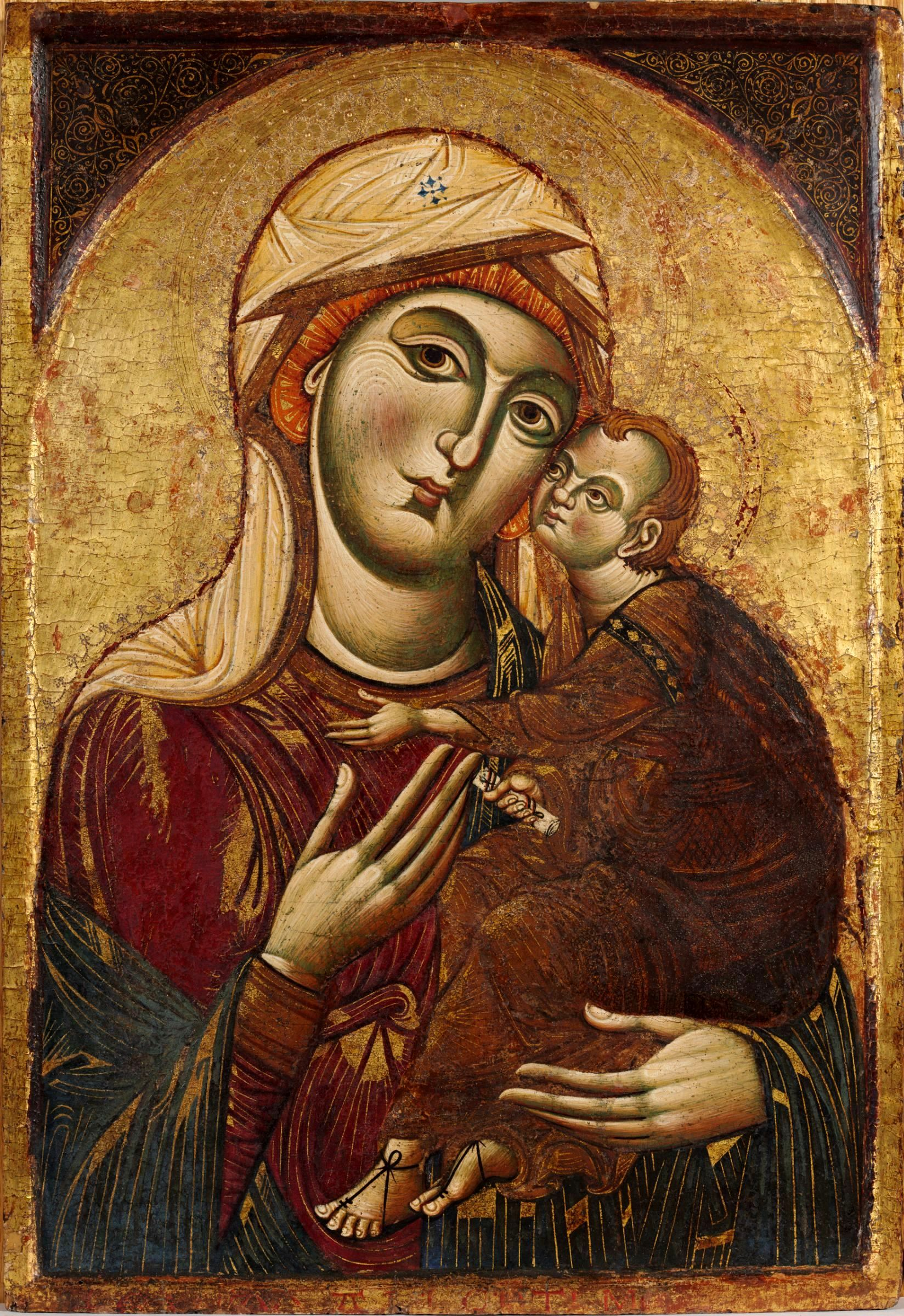
Madonna, Cambridge (Mass.), Fogg Art Museum
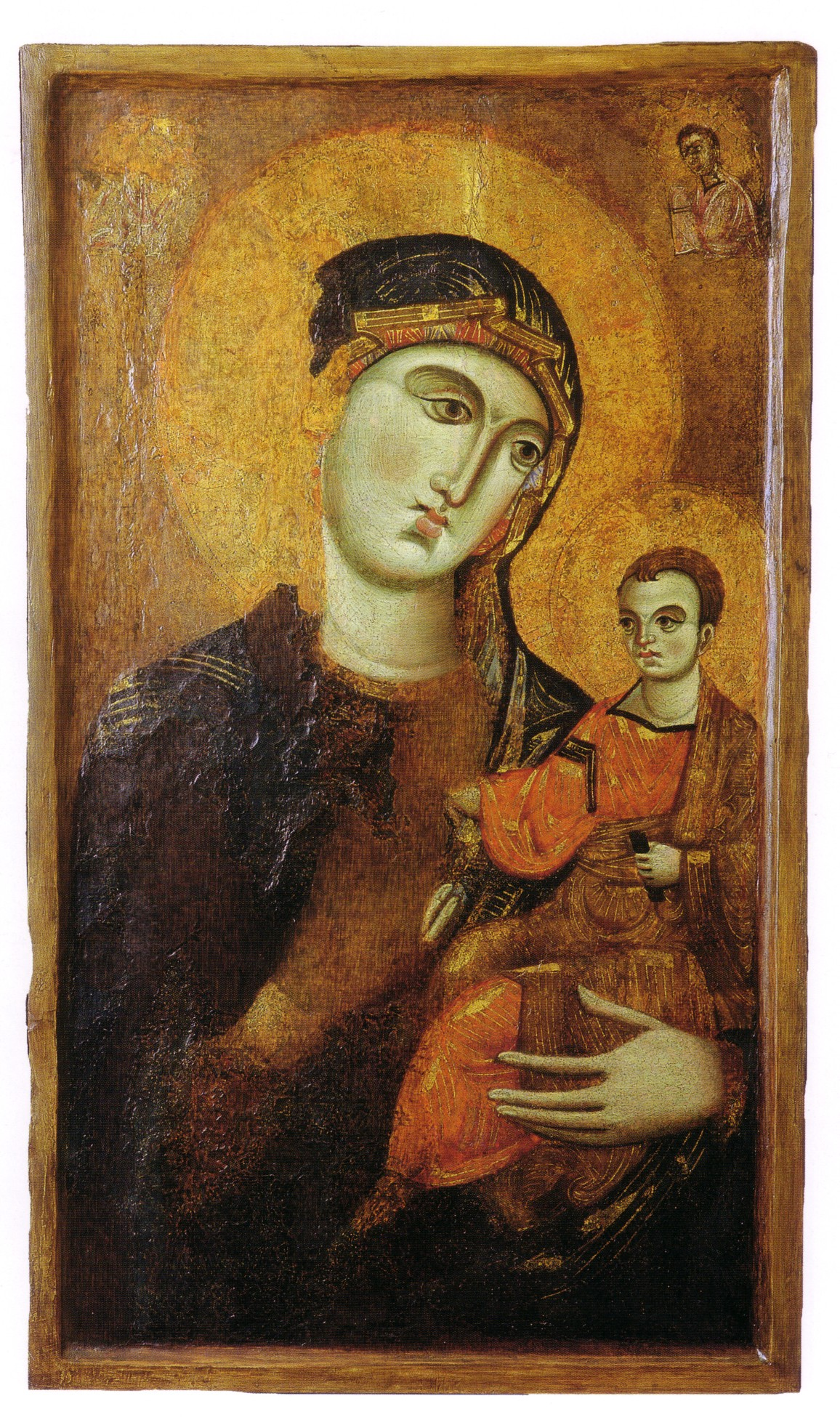
Madonna, Pisa, Museo nazionale di San Matteo (inv. 1574)
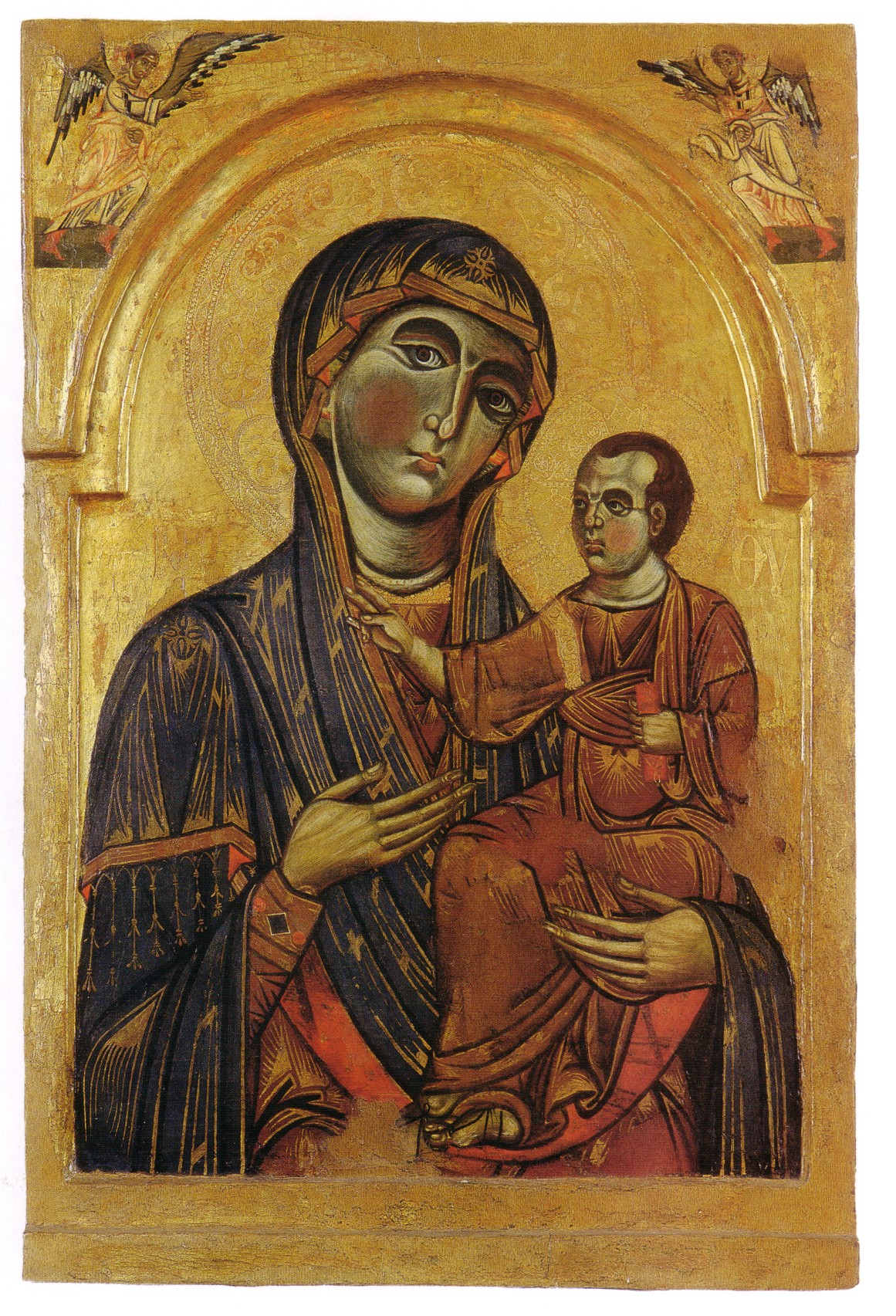
Madonna, Pisa, Museo nazionale di San Matteo (inv. 1575)

Altre attribuzioni:
- Vergine e Bambino, Firenze, (v.1260), tempera su pannello, Firenze, Villa La Pietra, collezione Acton[4]
- Frate Ugo, monaco di San Galgano, camarlengo, tavoletta di Biccherna repertorio n. 1 (1258), tempera su pannello, 35 x 24 cm., Siena, Archivio di Stato di Siena[5]